# Porsche 911 GT3 (992)
 (août 2021).
Chronologie des modèles ([[]] - [[]])
La Porsche 911 GT3 (992) est une automobile de compétition conçue par le constructeur allemand Porsche. Elle fait partie de la catégorie GT3, une catégorie dédiée aux automobiles de compétition de type Grand Tourisme. Elle est disponible à l'achat à partir 173 562 €. 

## Performances
Elle passe de 0 à 100 km/h en 3,4 secondes. Sa vitesse maximale est de 318 km/h.

## Test sur le circuit de Nürburgring
La Porsche 911 GT3 (992) a fait un temps de 6 min 55 s sur le circuit allemand de Nürburgring. C'est plus d'une minute de moins que la GT3 (996), sortie en 1999.